# Piemonte Volley 2001-2002
Questa voce raccoglie le informazioni riguardanti il Piemonte Volley nelle competizioni ufficiali della stagione 2001-2002.

## Stagione
La stagione 2001-2002 è per la società piemontese, sponsorizzata dalla Brebanca e dalla Noicom, la tredicesima consecutiva nel massimo campionato italiano. La Banca Regionale Europea diventa main sponsor e la società riunisce dirigenti di Cuneo e Torino, dando vita al progetto Piemonte Volley. La rosa dell'anno passato viene confermata quasi per intero: l'unico cambiamento rilevante si registra nel ruolo di libero, dove Pietro Rinaldi prende il posto di Giuseppe Sorcinelli. Manuel Coscione viene definitivamente aggregato alla prima squadra, mentre Simone Spescha rientra da due anni di prestito. Alla guida della squadra viene confermato Ferdinando De Giorgi, che anche quest'anno ricopre il ruolo di allenatore-giocatore.
I risultati in campionato non sono però brillanti come quelli dell'anno precedente. Il Piemonte Volley disputa una stagione regolare non all'altezza delle aspettative, chiudendo sesto sia il girone di andata che quello di ritorno, qualificandosi comunque per la Coppa Italia e per il play-off scudetto. Nei quarti di finale play-off la Noicom Brebanca Cuneo viene eliminata dalla Maxicono Parma in tre partite, grazie al successo a Cuneo in gara 1 e due successi consecutivi a Parma.
La Coppa Italia vede invece la neonata Piemonte Volley ottenere il primo trofeo del nuovo corso. La nuova formula della competizione mette di fronte le prime otto squadre del campionato. I cuneesi sconfiggono la favorita Sisley Volley di Treviso nei quarti di finale disputati a Biella e accedono alla final four. Al Mediolanum Forum di Assago viene eliminata l'Itas Diatec Trentino in semifinale. Il giorno successivo, nella finale, la Maxicono Parma viene sconfitta per 3-0. Questo risultato consentirà al Piemonte Volley di partecipare per la prima volta in assoluto alla European Champions League.
In ambito europeo la squadra affronta la Coppa CEV, terzo trofeo per importanza. Superato agevolmente il primo turno, viene eliminata la forte formazione russa del Volejbol'nyj klub Iskra Odincovo nei quarti di finale, grazie al quoziente set. La final four viene organizzata nel palazzetto di casa, a Cuneo. La semifinale tutta italiana vede i bianco-azzurri trionfare contro i rivali dell'Asystel Milano con il punteggio di 3-0. Il giorno successivo viene disputata la finale, che porta il Piemonte Volley al titolo grazie alla vittoria per 3-1 contro i russi del Volejbol'nyj klub Belogor'e.

## Organigramma societario
Area direttiva
- Presidente: Ezio Barroero
- Vicepresidente: Valter Lannutti
- General manager: Giuseppe Cormio

Area organizzativa
- Segretaria generale: Fulvia Cacciò
- Segretaria generale: Giusy Bertolotto
- Direttore sportivo: Enzo Prandi
- Responsabile settore giovanile: Mario Pellissero

Area comunicazione
- Addetto stampa: Daniela Groppi
- Relazioni esterne: Bruno Lubatti

Area marketing
- Responsabile marketing: Marco Pistolesi

Area tecnica
- Allenatore: Ferdinando De Giorgi
- Allenatore in seconda: Mario Di Pietro

Area sanitaria
- Medico: Giuliano Bergamaschi
- Medico: Stefano Carando
- Medico: Emilio Lucidi
- Fisioterapista: Umberto Cuminotto
- Fisioterapista: Alessandro Tosello

## Rosa
| N. | Giocatore                | Ruolo | Data di nascita   | Nazionalità sportiva |
| -- | ------------------------ | ----- | ----------------- | -------------------- |
| 1  | Simone Spescha           | S     | 20 giugno 1979    | Italia               |
| 2  | Francesco Ferrua         | C     | 8 settembre 1965  | Italia               |
| 3  | Luigi Mastrangelo        | C     | 17 agosto 1975    | Italia               |
| 4  | Ferdinando De Giorgi     | P     | 10 ottobre 1961   | Italia               |
| 5  | Igor Omrčen              | C     | 26 settembre 1980 | Croazia              |
| 6  | Tuomas Sammelvuo         | S     | 16 febbraio 1976  | Finlandia            |
| 7  | Maikel Cristóbal Cardona | C     | 16 novembre 1976  | Cuba                 |
| 8  | Andrea Sartoretti        | S/O   | 16 giugno 1971    | Italia               |
| 9  | Pietro Rinaldi           | L     | 26 marzo 1972     | Italia               |
| 10 | Manuel Coscione          | P     | 29 gennaio 1980   | Italia               |
| 11 | Sándor Kántor            | S     | 2 gennaio 1971    | Ungheria             |
| 12 | Cristian Casoli          | S/L   | 27 gennaio 1975   | Italia               |
| 12 | Niccolò Lattanzi         | S     | 19 febbraio 1983  | Italia               |

## Mercato
| Acquisti | Acquisti         | Acquisti | Acquisti      |
| R.       | Nome             | da       | Modalità      |
| -------- | ---------------- | -------- | ------------- |
| S        | Cosimo Gallotta  | Loreto   | Fine prestito |
| L        | Pietro Rinaldi   | Forlì    | Definitivo    |
| P        | Daniele Sottile  | Torino   | Fine prestito |
| S        | Simone Spescha   | Mantova  | Fine prestito |
| S        | Niccolò Lattanzi | Marconi  | Definitivo    |

| Cessioni | Cessioni            | Cessioni          | Cessioni   |
| R.       | Nome                | a                 | Modalità   |
| -------- | ------------------- | ----------------- | ---------- |
| S        | Cosimo Gallotta     | Piacenza          | Prestito   |
| S        | Davide Manassero    | Voluntas Asti     | Definitivo |
| L        | Giuseppe Sorcinelli | Parma             | Definitivo |
| P        | Daniele Sottile     | Gabeca            | Prestito   |
| P        | Paolo Torre         | Top Volley Latina | Definitivo |

## Risultati

### Serie A1

#### Girone d'andata
| 1ª giornata - 30 settembre 2001 PalaCesaroni, Genzano di Roma               | Top Volley Latina | 1 - 3 | Piemonte        | 20-25, 31-29, 23-25, 23-25        |
| 2ª giornata - 3 ottobre 2001 Palasport di San Rocco Castagnaretta, Cuneo    | Piemonte          | 3 - 0 | Magna Grecia    | 25-19, 25-17, 25-23               |
| 3ª giornata - 11 ottobre 2001 PalaGeorge, Montichiari                       | Gabeca            | 3 - 2 | Piemonte        | 25-17, 22-25, 22-25, 25-22, 20-18 |
| 4ª giornata - 13 ottobre 2001 PalaVerde, Villorba                           | Treviso           | 3 - 0 | Piemonte        | 26-24, 25-19, 25-21               |
| 5ª giornata - 17 ottobre 2001 Palasport di San Rocco Castagnaretta, Cuneo   | Piemonte          | 3 - 0 | Roma            | 25-20, 25-16, 25-21               |
| 6ª giornata - 21 ottobre 2001 PalaPanini, Modena                            | Daytona           | 3 - 0 | Piemonte        | 25-21, 30-28, 30-28               |
| 7ª giornata - 28 ottobre 2001 Palasport di San Rocco Castagnaretta, Cuneo   | Piemonte          | 3 - 1 | Milano          | 25-27, 25-22, 25-23, 25-15        |
| 8ª giornata - 1º novembre 2001 Palasport di San Rocco Castagnaretta, Cuneo  | Piemonte          | 3 - 0 | 4 Torri Ferrara | 25-21, 25-23, 25-23               |
| 9ª giornata - 4 novembre 2001 PalaTrento, Trento                            | Trentino          | 3 - 2 | Piemonte        | 26-24, 26-28, 25-20, 25-27, 21-19 |
| 10ª giornata - 11 novembre 2001 Palasport di San Rocco Castagnaretta, Cuneo | Piemonte          | 3 - 0 | Sempre Padova   | 25-20, 25-19, 25-21               |
| 11ª giornata - 2 dicembre 2001 PalaBadiali, Falconara Marittima             | Falconara         | 3 - 2 | Piemonte        | 16-25, 25-21, 25-13, 15-25, 15-13 |
| 12ª giornata - 9 dicembre 2001 PalaStampa, Torino                           | Piemonte          | 1 - 3 | Lube            | 21-25, 19-25, 25-21, 22-25        |
| 13ª giornata - 16 dicembre 2001 PalaRaschi, Parma                           | Parma             | 0 - 3 | Piemonte        | 21-25, 29-31, 17-25               |

#### Girone di ritorno
| 1ª giornata - 23 dicembre 2001 Palasport di San Rocco Castagnaretta, Cuneo | Piemonte        | 3 - 1 | Top Volley Latina | 26-24, 25-22, 20-25, 25-21        |
| 2ª giornata - 30 dicembre 2001 PalaFiom, Taranto                           | Magna Grecia    | 2 - 3 | Piemonte          | 28-26, 13-25, 24-26, 25-21, 10-15 |
| 3ª giornata - 6 gennaio 2002 Palasport di San Rocco Castagnaretta, Cuneo   | Piemonte        | 3 - 2 | Gabeca            | 23-25, 25-21, 22-25, 25-22, 15-13 |
| 4ª giornata - 13 gennaio 2002 Palasport di San Rocco Castagnaretta, Cuneo  | Piemonte        | 3 - 2 | Treviso           | 25-17, 52-54, 21-25, 29-27, 15-10 |
| 5ª giornata - 20 gennaio 2002 Palazzetto dello Sport, Roma                 | Roma            | 0 - 3 | Piemonte          | 15-25, 19-25, 20-25               |
| 6ª giornata - 26 gennaio 2002 Palasport di San Rocco Castagnaretta, Cuneo  | Piemonte        | 3 - 2 | Daytona           | 25-23, 22-25, 25-27, 25-22, 15-10 |
| 7ª giornata - 10 febbraio 2002 PalaLido, Milano                            | Milano          | 3 - 1 | Piemonte          | 20-25, 28-26, 25-23, 25-22        |
| 8ª giornata - 17 febbraio 2002 Palasport, Ferrara                          | 4 Torri Ferrara | 3 - 1 | Piemonte          | 25-19, 23-25, 25-22, 25-17        |
| 9ª giornata - 24 febbraio 2002 Palasport di San Rocco Castagnaretta, Cuneo | Piemonte        | 3 - 1 | Trentino          | 20-25, 28-26, 25-23, 25-15        |
| 10ª giornata - 3 marzo 2002 PalaBernhardsson, Padova                       | Sempre Padova   | 0 - 3 | Piemonte          | 23-25, 23-25, 24-26               |
| 11ª giornata - 6 marzo 2002 Palasport di San Rocco Castagnaretta, Cuneo    | Piemonte        | 3 - 0 | Falconara         | 25-17, 25-16, 25-21               |
| 12ª giornata - 16 marzo 2002 Palasport Fontescodella, Macerata             | Lube            | 3 - 1 | Piemonte          | 25-17, 25-22, 20-25, 25-23        |
| 13ª giornata - 19 marzo 2002 Palasport di San Rocco Castagnaretta, Cuneo   | Piemonte        | 1 - 3 | Parma             | 22-25, 21-25, 25-21, 25-20        |

#### Play-off scudetto
| Quarti di finale (gara 1) - 26 marzo 2002 Palasport di San Rocco Castagnaretta, Cuneo | Piemonte | 2 - 3 | Parma    | 25-16, 25-27, 22-25, 25-22, 13-15 |
| Quarti di finale (gara 2) - 28 marzo 2002 PalaRaschi, Parma                           | Parma    | 3 - 1 | Piemonte | 25-17, 24-26, 25-21, 25-19        |
| Quarti di finale (gara 3) - 30 marzo 2002 PalaRaschi, Parma                           | Parma    | 3 - 1 | Piemonte | 15-25, 25-19, 25-23, 25-21        |

### Coppa Italia

#### Fase a eliminazione diretta
| Quarti di finale - 31 gennaio 2002 Palasport, Biella  | Treviso  | 1 - 3 | Piemonte | 19-25, 25-21, 13-25, 18-25 |
| Semifinali - 2 febbraio 2002 Mediolanum Forum, Assago | Piemonte | 3 - 0 | Trentino | 25-21, 25-22, 25-21        |
| Finale - 3 febbraio 2002 Mediolanum Forum, Assago     | Piemonte | 3 - 0 | Parma    | 25-18, 25-20, 25-23        |

### Coppa CEV

#### Fase a eliminazione diretta
| Ottavi di finale (andata) - 9 gennaio 2002 Saku Suurhall, Tallinn                         | Pärnu          | 0 - 3 | Piemonte       | 20-25, 17-25, 21-25        |
| Ottavi di finale (ritorno) - 16 gennaio 2002 Palasport di San Rocco Castagnaretta, Cuneo  | Piemonte       | 3 - 0 | Pärnu          | 25-21, 35-33, 25-18        |
| Quarti di finale (andata) - 7 febbraio 2002 Sports Hall Iskra, Odincovo                   | Iskra Odincovo | 3 - 1 | Piemonte       | 25-23, 29-27, 20-25, 25-22 |
| Quarti di finale (ritorno) - 13 febbraio 2002 Palasport di San Rocco Castagnaretta, Cuneo | Piemonte       | 3 - 0 | Iskra Odincovo | 25-22, 25-23, 25-20        |
| Semifinali - 9 marzo 2002 Palasport di San Rocco Castagnaretta, Cuneo                     | Milano         | 0 - 3 | Piemonte       | 19-25, 23-25, 17-25        |
| Finale - 10 marzo 2002 Palasport di San Rocco Castagnaretta, Cuneo                        | Piemonte       | 3 - 1 | Belogor'e      | 25-18, 21-25, 31-29, 25-21 |

## Statistiche

### Statistiche di squadra
| Competizione | Punti | In casa | In casa | In casa | In trasferta | In trasferta | In trasferta | Totale | Totale | Totale |
| Competizione | Punti | G       | V       | P       | G            | V            | P            | G      | V      | P      |
| ------------ | ----- | ------- | ------- | ------- | ------------ | ------------ | ------------ | ------ | ------ | ------ |
| Serie A1     | 47    | 14      | 11      | 3       | 15           | 5            | 15           | 29     | 16     | 18     |
| Coppa Italia | -     | -       | -       | -       | -            | -            | -            | 3      | 3      | 0      |
| Coppa CEV    | -     | 3       | 3       | 0       | 3            | 2            | 1            | 8      | 7      | 1      |

G = partite giocate; V = partite vinte; P = partite perse

### Statistiche dei giocatori
| M. C. Cardona  | 25 | 227 | 165 | 42  | 20 | 3 | 35 | 19 | 11 | 5 | 6 | 53 | Statistiche assenti | 34 | 315 | 184 | 53  | 25 |
| C. Casoli      | 26 | 239 | 191 | 30  | 18 | 3 | 23 | 21 | 0  | 2 | 5 | 26 | Statistiche assenti | 34 | 288 | 212 | 30  | 20 |
| M. Coscione    | 28 | 19  | 5   | 12  | 2  | 2 | 0  | 0  | 0  | 0 | 6 | 6  | Statistiche assenti | 36 | 25  | 5   | 12  | 2  |
| F. De Giorgi   | 29 | 39  | 30  | 4   | 5  | 3 | 1  | 0  | 1  | 0 | 5 | 5  | Statistiche assenti | 37 | 45  | 30  | 5   | 5  |
| F. Ferrua      | 8  | 4   | 1   | 3   | 0  | - | -  | -  | -  | - | 2 | 8  | Statistiche assenti | 10 | 12  | 1   | 3   | 0  |
| S. Kántor      | 27 | 319 | 266 | 32  | 21 | 3 | 40 | 31 | 1  | 8 | 6 | 45 | Statistiche assenti | 36 | 404 | 297 | 33  | 29 |
| N. Lattanzi    | -  | -   | -   | -   | -  | - | -  | -  | -  | - | 1 | 0  | Statistiche assenti | 1  | 0   | 0   | 0   | 0  |
| L. Mastrangelo | 28 | 333 | 195 | 104 | 34 | 3 | 27 | 15 | 10 | 2 | 5 | 36 | Statistiche assenti | 36 | 396 | 210 | 114 | 36 |
| I. Omrčen      | 25 | 128 | 93  | 27  | 8  | 3 | 0  | 0  | 0  | 0 | 3 | 10 | Statistiche assenti | 31 | 138 | 93  | 27  | 8  |
| P. Rinaldi     | 29 | -   | -   | -   | -  | 3 | -  | -  | -  | - | 5 | -  | Statistiche assenti | 37 | -   | -   | -   | -  |
| T. Sammelvuo   | 25 | 120 | 109 | 6   | 5  | 1 | 4  | 4  | 0  | 0 | 3 | 27 | Statistiche assenti | 29 | 151 | 113 | 6   | 5  |
| A. Sartoretti  | 29 | 468 | 393 | 37  | 38 | 3 | 53 | 41 | 5  | 7 | 5 | 88 | Statistiche assenti | 37 | 609 | 434 | 42  | 45 |
| S. Spescha     | 15 | 49  | 43  | 3   | 3  | - | -  | -  | -  | - | 3 | 14 | Statistiche assenti | 18 | 63  | 43  | 3   | 3  |

P = presenze; PT = punti totali; AV = attacchi vincenti; MV = muri vincenti; BV = battute vincenti